# Jane Swift
Pour les articles homonymes, voir Swift.
Jane Maria Swift, née le 24 février 1965 à North Adams, est une femme politique américaine membre du Parti républicain. Elle est gouverneure du Massachusetts par intérim de 2001 à 2003, première femme à accéder à ce poste.

## Biographie
Membre d'une famille de personnalités politiques d'origines irlando-italiennes du comté de Berkshire, (Massachusetts), elle apprend la politique auprès de son père, qui, dans les rangs du Parti républicain, prend part activement dans le gouvernement de la ville, du comté et de l'État.
Elle obtient un diplôme au Trinity College de Hartford (Connecticut) en 1987.
Entre 1991 et 1997, elle est membre du Sénat du Massachusetts pour le district des comtés de Berkshire, Hampden, Hampshire et Franklin. Élue lieutenant-gouverneure de l'État en 1998, elle accède au poste de gouverneure lorsque Paul Cellucci est nommé ambassadeur des États-Unis au Canada par George W. Bush. Elle ne se représente pas en son nom en 2002 à la fonction, malgré une volonté initiale déclarée contraire.